# Август от Саксония (1589 – 1615)
Август от Саксония (на немски: August von Sachsen; * 7 септември 1589, Дрезден; † 26 декември 1615, Наумбург) от рода на Албертинските Ветини, е администратор (Verveser) на епископия Наумбург (1591 – 1615).

## Живот
Август е най-малкият син на курфюрст Кристиан I от Саксония (1560 – 1591) и съпругата му София фон Бранденбург (1568 – 1622), дъщеря на курфюрст Йохан Георг от Бранденбург. Неговите по-големи братя Кристиан II и Йохан Георг I са един след друг курфюрстове на Саксония. От последния Август получава годишна рента от 21 000 гулдена и Зенфтенберг.
Август се жени на 1 януари 1612 г. в Дрезден за принцеса Елизабет фон Брауншвайг-Волфенбютел (1593 – 1650), дъщеря на княз Хайнрих Юлий от Брауншвайг-Волфенбютел от род Велфи и втората му съпруга Елизабет Датска (1573–1626), най-възрастната дъщеря на крал Фридрих II от Дания. Бракът е бездетен.
Август следва в университета на Витенберг. През това време от зимния семестър 1601 – 1606 г. той е ректор (Rector Magnificus) на университета.
Август умира внезапно на 26 години през 1615 г. в Дрезден. Погребан е в катедралата на Фрайберг.